# Terranatos dolichopterus
Terranatos dolichopterus ist die einzige Art der Gattung Terranatos. Es ist eine Saisonfischart aus der Familie Rivulidae und gehört zur Gruppe der Eierlegenden Zahnkarpfen. Sie bewohnt temporäre Gewässer im Orinoco-Becken.

## Merkmale
Terranatos dolichopterus unterscheidet sich von allen anderen Arten der Ordnung Cyprinodontiformes der Neuen Welt durch ausgezogene Flossen in beiden Geschlechtern.